# DEF.DIVA
DEF.DIVA是由原早安少女组成员後藤真希、安倍夏美、石川梨華以及個人歌手松浦亞彌共四人組成的「Hello! Project」特别團體，當中沒有隊長。
淳君指「DEF.」在英語中是最強（棒）的意思（Definitive的縮寫）。DIVA是意大利語，主役女性歌手的意思；把兩國語言和起來組成，名為DEF.DIVA代表最強（棒）歌姬。

## 音樂
1. 太愛你是我傻（好きすぎて バカみたい，2005年10月19日 EPCE-5381）
2. 去吧！樂天金鷹（LET'S GO 楽天イーグルス，職業棒球隊「東北樂天金鷹」2006年的官方加油歌曲）

## 外部連結
- HP官方网站关于DEF.DIVA的介绍（页面存档备份，存于）
- HP官方网站关于DEF.DIVA成立的新闻